# Amelie Morgan
Amelie Morgan, född 31 maj 2003, är en brittisk gymnast.
Morgan var en del av Storbritanniens lag som tog brons i lagmångkamp vid olympiska sommarspelen 2020 i Tokyo.